# Олимпийский комитет Бангладеш
Олимпийская ассоциация Бангладеш (бенг. বাংলাদেশ অলিম্পিক এসোসিয়েশনের) — организация, представляющая Бангладеш в международном олимпийском движении. Основана в 1979 году, зарегистрирована в МОК в 1980 году.
Штаб-квартира расположена в Дакке. Является членом Международного олимпийского комитета, Олимпийского совета Азии и других международных спортивных организаций. Осуществляет деятельность по развитию спорта в Бангладеш.